# Bount
Los Bounts (バウント baunto?) son grupos de personajes ficticios de la serie de anime Bleach creado por Tite Kubo. Son un grupo de personas que tiene poderes especiales. Son los máximos antagonistas de la serie durante la saga Bount, una saga de relleno que se introdujo para dar tiempo a la publicación del manga.

## Historia
Los Bounts fueron creados accidentalmente como resultado de una explosión ocurrida en el departamento de tecnología de la Sociedad de Almas. El experimento tenía como objetivo crear la vida eterna usando como base las almas de shinigami. Sin embargo, algo salió mal y se desató una explosión, en la cual los materiales y residuos del experimento se entrecruzaron con el desarrollo de las almas humanas, creando una nueva especie, los Bounts. 
Los Bounts nacieron y se criaron en el mundo humano. No obstante, fueron considerados como monstruos ya que tenían poderes especiales. El shinigami que estaba a cargo del experimento, Ran'Tao, juntó a una gran cantidad de Bounts en una cueva, formando así una comunidad donde pudieran vivir en paz y ayudar a otros. 
Cuando Ran'Tao volvió a la Sociedad de Almas, la cámara de los 46 la enjuició por el desastre del experimento fallido, el cual se temía que afectara el equilibrio de los dos mundos. Así, la cámara de los 46 no solo encontró a Ran'Tao responsable del experimento sino también determinó la exterminación de los Bounts. Los shinigamis que fueron enviados por la cámara y mataron a gran cantidad de ellos. Sin embargo, Ran'Tao volvió al mundo humano para proteger a los Bounts y pudo rescatar a un niño y darle un artefacto de gran poder. Este sería posteriormente el líder de los Bounts, Kariya Jin. 
Los Bounts que sobrevivieron a la masacre fueron atacados por los Hollows, ya que a estos últimos les gustan los seres con poder espiritual. Durante un ataque de los hollows, Kariya, el niño que salvó Ran'Tao, viendo como los miembros de su clan eran asesinados, libera su poder oculto y destruye fácilmente a los Hollows. Los Bounts sobrevivientes se refugiaron en otra cueva y empezaron a planear su retorno a la Sociedad de Almas, el mundo del cual provenían. Kariya estaba en contra de este plan ya que consideraba que los shinigamis fueron los que masacraron a su clan. Para lograr abrir el portal que los llevara de vuelta a la Sociedad de Almas, se necesitaba el poder los Quincy, quienes no estaban dispuestos a ayudar a los Bounts. Así se inició una nueva guerra que terminó gracias a la intervención de los shinigamis, quienes mataron casi a todos los Bounts sobrevivientes, aumentando de paso el odio de Kariya hacia ellos, prometiendo vengarse.

## Poderes
La principal habilidad de los Bounts es devorar almas humanas para vivir eternamente y no envejecer nunca. Generalmente, los Bounts consumen almas de seres humanos muertos. Sin embargo, los Bounts liderados por Kariya consumen almas de los seres humanos vivos para aumentar sus poderes y habilidades. Al hacer esto, los Bounts envejecen rápidamente, como le ocurrió al Bount llamado Sawatari, quien aparenta una edad cercana a los 70 años mientras los otros Bounts tienen una apariencia de unos 20. Se desconoce si el Bount puede morir absorbiendo demasiadas almas humanas. Los Bounts también pueden absorber partículas espirituales para aumentar sus poderes y curarse de las heridas. Esta habilidad no tiene mucho efecto en el mundo humano, ya que en dicho mundo no hay muchas partículas espirituales, lo cual contrasta con la Sociedad de Almas, el cual está principalmente formado por esas partículas espirituales. Cuando los Bounts llegan a la Sociedad de Almas, son prácticamente invencibles, aunque la habilidad de absorber partículas espirituales tienen un límite también. Esa habilidad puede perderse gracias a un objeto diseñado por Ran'Tao. 

### Muñecos
Los Bounts fueron creados como variaciones del alma de los shinigamis, por lo que sus poderes son similares. Como muestra de esto, los Bounts poseen mascotas, lo cual es el equivalente la zanpakutō de los shinigamis. Como las zanpakutōs, el Bount le da la forma física a su mascota, y estas tienen personalidades parecidas a las de sus amos.
La mayor diferencia de las mascotas con respecto de los zanpakutōs, son las formas de liberarlas y la personalidad. Las mascotas tienen una personalidad más dominante, el cual incluso puede darse el caso que la mascota de un Bount se vuelva en contra del propio Bount. Esto ocurre generalmente cuando el bount está lastimado o cuando se encuentra a punto de morir. Según Suì-Fēng, capitana de la segunda división, las mascotas de los Bounts son un arma de doble filo. La habilidad de controlar a su propia mascota depende del poder individual del propio Bount. Cuando una mascota es lastimada, retona a su estado original, aunque si la mascota es seriamente dañada, la mascota puede descontrolarse y matar a su amo o simplemente desaparecer. La mascota puede matar a su amo si el Bount no es lo suficientemente fuerte para controlarlo, como es el caso de Cain, aunque eso depende también de las personalidades de las mascotas. Hay mascotas muy fieles. 
Las mascotas son generalmente selladas en un objeto y liberadas cuando es necesario (la mascota de Koga Gō, por ejemplo, es sellada dentro de una bola de metal). Los objetos varían según cada mascota y la habilidad de estas. Para liberar una mascota el Bount pronuncia una frase, parecida a los comandos para liberar a las zanpakutōs. Generalmente las frases están en idioma alemán.
Para tener a una mascota, se necesita hacer un ritual y pronuciar hechizos. Las instrucciones para hacer este ritual fueron entregadas a Kariya por Ran'Tao. El ritual incluye también sulfuro, carbono, y otros ingredientes del cuerpo humano. Cuando la mascota nace, su poder es minúsculo, pero puede hacerse más poderoso si el Bount también lo hace.

## Bitto
Jin Kariya y Ugaki crearon y perfeccionaron respectivamente una especie de insectos denominados Bittos. Los Bittos tienen una apariencia parecida a las moscas y pueden absorber almas humanas y purificarlas de una manera que puedan ser tomadas por los Bounts como un simple líquido. Cuando se tome el elixir, los Bounts experimentan un cambio en su poder, haciéndose mucho más fuertes. El hecho de destruir a un Bitto, atraen a una gran cantidad de Bittos. Kariya creó a los bittos gracias a la muerte de Yoshino Sōma, la única Bount con la capacidad de reproducirse. Los bittos también pueden contener veneno.